# René Laván
René Laván (Artemisa, 5 de novembro de 1968) é um ator cubano, com carreira no México e Estados Unidos.

## Biografia
Lavan nasceu em Artemisa, Cuba. Em 1980, com 11 anos, fez parte do Éxodo del Mariel.
Estreou na Televisa em 1995, na telenovela Morelia. Já em 1999 protagonizou a novela venezuelana Enamorada, ao lado de Gaby Espino. Porém em 2001 regressa ao México e protagoniza a novela Maria Belén, ao lado de Nora Salinas e Danna Paola.
Em 2014 fez parte do elenco da novela juvenil americana Every Witch Way.
Além disso, o ator também tem trabalhado na organização de programas como Billboard Latin Music Awards e Grammy Latino.

## Carreira

### Telenovelas
- 1995 - Morelia ... Rony
- 1995 - One Life to Live ... Javier Pérez
- 1999 - Enamorada ... Raimundo Alvarado
- 2001 - Maria Belén ... Pablo Díaz Cortázar
- 2014 - Every Witch Way ... Francisco Alonso

### Séries
- 2003 - CSI: Miami ... Miguel
- 2004 - Las Vegas ...  Brazilian Highroller
- 2012 - The Glades ... City Beach Worker

### Cinema
- 1996 - Azúcar amarga ... Gustavo
- 2003 - El nominado ... Kune
- 2004 - Dirty Dancing - Noites de Havana ... Carlos Suarez
- 2004 - Una Navidad de locos ... Enrique Decardenal
- 2008 - In Plain View ... Roberto Turilli
- 2008 - Che: O Argentino ... Cuban Diplomat #2